# Fasciotomia

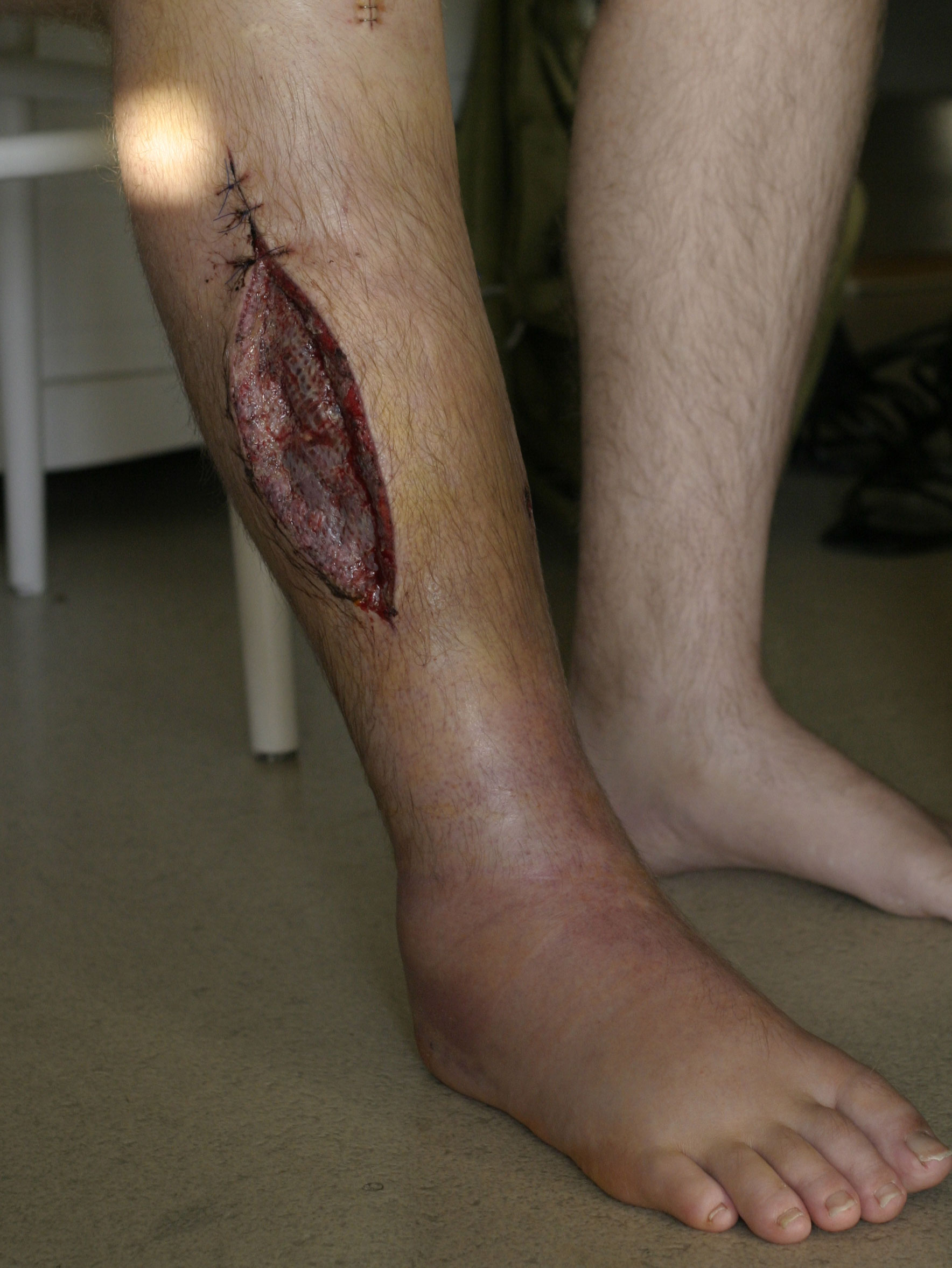
Fasciotomia

Fasciotomia é um procedimento cirúrgico no qual a fáscia é cortada para aliviar a pressão (e tratar a perda de circulação em uma área de tecido ou músculo). A fasciotomia é um procedimento de salvamento para membros quando utilizada para tratar a síndrome compartimental.